# شجرة مطاط بنتامية
شجرة مطاط بنثامية أو هيفيا بنثامية (الاسم العلمي: Hevea benthamiana) هي نوع نباتي يتبع جنس الشجرة مطاط من الفصيلة الفربيونية. سمي هذا النوع نسبةً إلى عالم النبات البريطاني جورج بنتام.